# Silene moldavica
Silene moldavica är en nejlikväxtart som först beskrevs av Michail Klokov och som fick sitt nu gällande namn av M. Sourkova.
Silene moldavica ingår i släktet glimmar och familjen nejlikväxter. Inga underarter finns listade i Catalogue of Life.